# Classica Corsica
Die Classica Corsica war ein Eintagesrennen in Frankreich auf der Insel Korsika. Es startete in Ajaccio und endete in Bastia. Erstmals wurde es 2015 ausgetragen.
Das Rennen war Teil der UCI Europe Tour und war in der UCI-Kategorie 1.1 eingestuft. Der Premierensieger wurde Thomas Boudat aus Frankreich vom Team Europcar.

## Sieger
| Jahr | Sieger        | Zweiter        | Dritter       |
| ---- | ------------- | -------------- | ------------- |
| 2015 | Thomas Boudat | Shane Archbold | Daniele Ratto |